# Zilveren Toren
De Zilveren Toren is een hoog kantoorgebouw aan de Prinses Beatrixlaan in Den Haag. Het was een van de eerste hoge gebouwen van het nieuwe Beatrixkwartier. De toren werd gebouwd in opdracht van verzekeringsmaatschappij De Nederlanden van 1845, een voorloper van Nationale-Nederlanden. Op het moment van oplevering was De Nederlanden van 1845 al met de Nationale Levensverzekering-Bank gefuseerd tot Nationale-Nederlanden zodat het fusiebedrijf de eerste gebruiker van het gebouw werd.
De totale bouwkosten bedroegen 60 miljoen gulden, waarmee de Zilveren Toren bij oplevering het duurste kantoorgebouw van Nederland werd. Het werd op 14 oktober 1969 officieel geopend door Prins Bernhard.
JuBi-torens · Hoftoren · New Babylon · The Grace I & II · Het Strijkijzer · De Kroon · Grotius I & II · Prinsenhof · Castalia · Sint-Jacobuskerk · Haagse Toren · Vredespaleis · Zurichtoren · Leonardo da Vinci I · Muzentoren · Witte Anna · Centre Court · Pharos · Malietoren · De Groene Toren · Zilveren Toren · Stadsdeelkantoor Escamp
Cooltoren (Rotterdam) · Delftse Poort (Rotterdam) · FIRST (Rotterdam) · Hoftoren (Den Haag) · JuBi-gebouw (Den Haag) · De Kroon (Den Haag) · Maastoren (Rotterdam) · Millenniumtoren (Rotterdam) · Mondriaantoren (Amsterdam) · Montevideo (Rotterdam) · New Babylon (Den Haag)  · New Orleans (Rotterdam) · The Red Apple (Rotterdam) · Rembrandttoren (Amsterdam) · De Rotterdam (Rotterdam) · Het Strijkijzer (Den Haag) · Westpoint (Tilburg) · World Port Center (Rotterdam) · De Zalmhaven (Rotterdam)
Achmeatoren (Leeuwarden) · Alphatoren (Enschede) · Carlton (Almere) · Erasmusgebouw (Nijmegen) · Europees Octrooibureau (Rijswijk) · EWI-gebouw (Delft) · Hondsrugtoren (Emmen) · Innovatoren (Venlo) · Kempkensberg (Groningen) · Lighthouse (Eindhoven) · Provinciehuis ('s-Hertogenbosch) · Rabobank (Utrecht) · Sardijntoren (Vlissingen) · IJsseltoren (Zwolle)